# Eskişehirspor
El Eskişehirspor Kulübü o Eskişehirspor es un club de fútbol de Eskişehir, Turquía. También conocido como Kırmızı Şimşekler («Relámpagos Rojos»), o La Estrella de Anatolia. Fue fundado en 1965. A partir de la temporada 2023-24 jugara en la Liga Amateur Regional de Turquía quinta división del país. El club tiene un gran grupo de seguidores. Eskişehirspor estuvo durante muchas temporadas en la primera división turca cuando esta fue fundada, pero a los 16 años descendió.

## Historia
Eskişehirspor se fundó gracias a la fusión de los equipos regionales de İdman Yurdu, Akademi Gençlik y Yıldıztepe y fue admitido en TFF Primera División en la temporada 1965/66. Ascendió a la Süperlig en su primera temporada como profesional. Se convirtió en uno de los mejores de Anatolia a pesar de que nunca ganó la Süperlig entre 1968 y 1975. Fueron subcampeones en las temporadas 1968/69, 1969/70 y 1971/72. Ganó el Copa de Turquía en la temporada 1969/70 al derrotar por 4-3 Bursaspor (1-2, 3-1) global y un año después la Kupasi Cumhurbaskanligi (Copa Presidente) al vencer Galatasaray con los goles de la leyenda Eskişehirspor, Fethi Heper. Después de eso, comenzó a perder lentamente su éxito y acabó descendiendo a la en la temporada 1981-82.
Volvió a la Süperlig en la temporada 1983/84. Fueron finalista de la Copa de la Federaciónen la temporada 1986/87 perdiendo contra el Gençlerbirliği por un 6-2 global. Ganaron la Copa del Canciller contra el Beşiktaş.
Volvieron a perder la categoría en la temporada 1988/89 y en la temporada 1991/92 descendieron a la TFF Segunda División. Sin embargo, volvieron a ascender en la siguiente la temporada después de terminar primeros del Grupo 5.
En la temporada 1994/95 se clasificó para la promoción de ascenso a la máxima categoría. Derrotaron sucesivamente Erzurumspor, al Adanaspor y al Aydınspor ascendiendo de nuevo a la Süperlig.Pero solo permanecieron una temporada en la élite del fútbol turco.
Con la reorganización de la liga en la temporada 2000/01 el club pasa a formar parte de la TFF Segunda División de la que ascenderían en la temporada 2005/06 tras jugar el Play-off de ascenso.En la temporada 2007/08 ascendieron a la Süperlig tras un exitoso Play-off.

## Entrenadores
- Abdullah Matay (1965–66)
- Abdulah Gegić (1967–71)
- Abdullah Matay (1971–72), (1973–74), (1976)
- Abdulah Gegić (1977–78)
- Abdullah Matay (1981–82)
- Abdulah Gegić (1983)
- Abdullah Matay (1986–87), (1993–94)
- Yavuz İncedal (2006–07)
- Metin Diyadin (abril de 2007–marzo de 2008)
- Nenad Bijedić (marzo de 2008–junio de 2008)
- Rıza Çalımbay (julio de 2008–2010)
- Bülent Uygun (octubre de 2010–julio de 2011)
- Michael Skibbe (julio de 2011–diciembre de 2011)
- Ersun Yanal (diciembre de 2011–junio de 2013)
- Ertuğrul Sağlam (junio de 2013-enero de 2015)
- Michael Skibbe (enero de 2015-octubre de 2015)
- Ismail Kartal (octubre de 2015-noviembre de 2015)
- Samet Aybaba (noviembre de 2015 – mayo de 2016)
- Alpay Özalan (junio de 2016 – )

## Jugadores

### Plantilla 2019/20

#### Altas y bajas 2017–18 (invierno)
| Altas   | Altas    | Altas       | Altas | Altas |
| Jugador | Posición | Procedencia | Tipo  | Costo |
| ------- | -------- | ----------- | ----- | ----- |

| Bajas        | Bajas          | Bajas        | Bajas                  | Bajas |
| Jugador      | Posición       | Destino      | Tipo                   | Costo |
| ------------ | -------------- | ------------ | ---------------------- | ----- |
| Erkan Zengin | Centrocampista | Agente libre | Rescisión de contrato. | --    |

## Palmarés

### Torneos nacionales (9)
- Copa de Turquía (1): 1970-71
- Copa Presidencial (1): 1971
- Copa Primer Ministerio (3): 1966 , 1972 , 1987
- TFF Primera División (2): 1965-66 , 1983-84
  - Ascenso a Primera por Play-Off (1): 2007-2008

- TFF Tercera División (1): 1992-1993
- Copa Ankara TSYD (1): 1984
- Subcampeón de la Superliga de Turquía (3): 1969, 1970, 1972

- Ascenso a Segunda por Play-Off de la TFF Segunda División (1): 2005-2006

### Torneos internacionales (0)
- Subcampeón de la Copa de los Balcanes (1): 1975

## Datos del club
- Superliga : 30 temporadas

1966-1982, 1984-1989, 1995-1996, 2008-2016
- 1. Liga : 20 temporadas

1965-1966, 1982-1984, 1989-1992, 1993-1995, 1996-2001, 2006-2008, 2016-2021
- Liga 2 : 6 temporadas

2001-2006, 2021-2022
- Tercera Liga : 2 temporadas

1992-1993, 2022-2023

## Participación en competiciones de la UEFA

### Recopa de la UEFA
| Temporada | Ronda | País            | Club          | Casa | Visita | Global |
| --------- | ----- | --------------- | ------------- | ---- | ------ | ------ |
| 1971–72   | 1     | Finlandia       | Mikkeli       | 4-0  | 0–0    | 4-0    |
| 1971–72   | 2     | Unión Soviética | Dynamo Moscow | 0-1  | 0–1    | 0-2    |

### Copa de Ferias/Copa UEFA/UEFA Europa League
| Temporada          | Ronda            | País                | Club                 | Casa | Visita | Global |
| ------------------ | ---------------- | ------------------- | -------------------- | ---- | ------ | ------ |
| Copa de Ferias     |                  |                     |                      |      |        |        |
| 1970–71            | 1                | España              | Sevilla              | 3-1  | 0–1    | 3-2    |
| 1970–71            | 2                | Países Bajos        | Twente               | 3-2  | 1–6    | 4-8    |
| Copa UEFA          |                  |                     |                      |      |        |        |
| 1972–73            | 1                | Italia              | Fiorentina           | 1-2  | 0–3    | 1-5    |
| 1973–74            | 1                | Alemania Occidental | 1. FC Köln           | 0-0  | 0–2    | 0-2    |
| 1975–76            | 1                | Bulgaria            | Levski-Spartak Sofia | 1-4  | 0–3    | 1-7    |
| UEFA Europa League |                  |                     |                      |      |        |        |
| 2012–13            | Clasificatoria 2 | Escocia             | St. Johnstone        | 2-0  | 1-1    | 3-1    |
| 2012–13            | Clasificatoria 3 | Francia             | Marseille            | 1-1  | 0-3    | 1-4    |